# علی اطهری کرمانی
علی اطهری کرمانی (زادهٔ مرداد ۱۳۰۵ – درگذشته ۱۳۷۷) از شاعران برجسته شهر کرمان ایران است. مهارت او در سبک غزل است.
اشعار او نخستین بار در روزنامه‌های کرمان به ویژه روزنامه روح‌القدس چاپ و مورد توجه قرار گرفت.
از برخی از غزلیات و مفردات او در ترانه‌های خوانندگان مشهور ایرانی استفاده شده است. از جمله در آلبوم گل‌های رنگارنگ ۵۴۳ که با همکاری خوانندگان ایرج، سیما بینا، همایون خرم، جلیل شهناز و امیرناصر افتتاح اجرا شد، غزل آوازها از اطهری کرمانی بود و آخرین خواننده‌ای که اشعار او را به زیبایی اجرا کرده امین شهابی‌نژاد با همکاری حوزه هنری کرمان و پخش از شبکهٔ استانی کرمان به نام قمار عشق است.
علی اطهری یک سال و نیمه بود که مادر خود را از دست داد و بعداً به یاد مطهر بودن او نام خانوادگی اطهری را برای خود برگزید.
او در سال ۱۳۴۵ به تهران مهاجرت کرد و سی سال است در آن شهر سکونت دارد.
در ۲۳ مهر ۱۳۷۵ مراسم نکوداشت علی اطهری در تالار وحدت دانشگاه شهید باهنر برگزار شد.
معروف‌ترین غزل اطهری که دستمایه کار هنرمندان دیگر هم شده است این است:
| رفتی ولی کجا؟ که به دل جا گرفته‌ای  |  | دل جای توست گرچه دل از ما گرفته‌ای |
| ای نخل من که برگ و برت شد ز دیگران |  | دانی کز آب دیدهٔ من پا گرفته‌ای؟    |
| ترسم به عهد خویش نپایی و بشکنی     |  | این دل که از منش به تمنا گرفته‌ای  |
| ای روشنی دیده، ببین اشک روشنم      |  | تصمیم اگر به دیدن دریا گرفته ای   |
| بگذار تا ببینمش اکنون که می‌رود     |  | ای اشک از چه راه تماشا گرفته‌ای؟   |
| خارم به دل فرو مکن ای گل به نیشخند |  | اکنون که روی سینهٔ او جا گرفته‌ای   |
| گفتی صبور باش به هجرانم «اطهری»    |  | آخر تو صبر زین دل شیدا گرفته‌ای    |

     علی بشکنی آخرین ویرایشگر 
1. ↑  روزنامه ایران، شماره ۳۸۱۸ ۱/۱۰/۸۶، صفحه ۱۱ (ایران زمین)، بازدید: ۹ اکتبر ۲۰۰۸.
2. ↑  غروب(آن هم) جمعه - شعر- رفتی ولی